# 류춘흠
류춘흠(柳春欽, 1879년 6월 20일 ~ 1944년 1월 15일)은 대한민국의 독립운동가이다.
본관은 문화, 호(號)는 산남촌(山南村)이다. 1922년에서 1925년까지 류흥수(柳興樹)라는 가명을 사용하였다.

## 생애

### 일생
경상북도 영양(英陽)에서 출생한 그는 아직 구한말 시대 시절 대한제국 하급 관료 직위를 11년간 지낸 후 1919년 3월 21일 경상북도 안동군 임동면 중평동리 편항촌(慶尙北道 安東郡 臨東面 中平洞里 鞭巷村) 장날을 이용하여 전개한 삼월 대한 독립 만세 시위에 참여하였다. 이곳의 대한 독립 독립 만세 운동은 3월 15일 유연성(柳淵成)·유동수(柳東洙)·이강욱(李康郁)·홍명성(洪明聖)·박재식(朴載植)·유교희(柳敎熙)·박진선(朴晋先)·유곡란(柳谷蘭) 등이 편항 장터 동편에 있는 공동 타작장에 모여 거사에 대하여 의논함으로써 계획이 시작되었다. 그들은 편항 장날인 3월 21일을 거사일로 정하고 군중의 동원을 분담하는 등 사전 준비를 진행하였다. 그는 이 계획을 듣고 이에 적극 찬성하여 3월 21일 오후 2시, 편항 장터에 모인 1천여명의 시위군중과 함께 대한 독립 만세를 외치며 시위를 전개하였다. 이때 이곳 주재소에서 2명의 경찰이 출동하여 주동자인 유연성과 배태근(裵太根)을 체포하려 하자, 그는 시위 군중과 함께 일경들에게 달려들어 주재소로 쫓아버렸다. 이어 시위군중은 경상북도 안동 편항 주재소로 달려가 시위를 전개하였으며, 사태의 위급함을 느낀 일본 경찰 내전(內田)이 공포를 발사하자, 그는 분노가 폭발한 군중과 함께 주재소의 유리창·책상·의자를 파괴하고 서류를 파기하였다. 또 일본 경찰로부터 빼앗은 대검과 소내에 비치되어 있던 장총·칼·탄환·제복 등을 거두어 그곳 우물 안에 버렸다. 이 때 2명의 일본 경찰이 신덕리(新德里) 방향으로 도망하자, 이를 추격하여 1명을 도중에서 붙잡아 구타하였다. 신덕리로 도망한 일본 경찰은 그곳 주재소에 이르러 위급한 상황을 전하고 안동경찰서에 응원 요청을 하였다. 그후 그는 시위군중과 함께 경찰관의 사택도 습격하여 완전히 파괴하였는데, 경찰 가족들은 모두 피신하고 없었다. 오후 5시, 그는 면사무소를 습격하여 건물을 파괴하고 문서류를 파기하였다. 자정부터는 파괴해 버린 주재소의 판자로 모닥불을 피워가며, 이튿날 새벽 3시까지 독립만세시위를 전개하다가 자진 해산하였다. 한편 급보를 받은 경상북도 안동경찰서에서는 오전 5시, 순사부 부장 1명과 일본군 육군 하사 이하 8명을 파견하여 대대적인 검거를 시작하였다. 결국 그도 이때에 체포되었으며, 이해 8월 18일 대구(大邱)복심법원에서 소위 소요·건조물 손괴·가택 침입·상해 및 보안법 위반 혐의로 징역 2년 6월형을 받고 옥고를 치른 후 1921년 9월 18일을 기하여 만기출감한 그는 이후 1925년에서 1938년까지 13년간 한국독립당에 당원으로 몸담은 후 1938년 한국독립당을 탈당 후 경상북도 경산에 낙향하였었고 8.15 조선 광복 후 1946년에서 1949년까지 한국독립당 대표최고위원 직을 잠시 지낸 1949년 한국독립당 재탈당을 하였다.

### 대한제국 관료 이력
- 대한제국 경상북도 안동군 군서기관(1898년 5월 31일 ~ 1899년 2월 20일)
- 대한제국 경상북도 울진군 군서기관(1899년 2월 20일 ~ 1901년 5월 31일)

### 정당 당원 이력
- 한국독립당 상임위원 겸 당무위원(1925년~1930년)
- 한국독립당 군사행정자문위원(1930년~1931년)
- 한국독립당 대표상임위원(1931년~1938년)
- 한국독립당 대표최고위원(1946년~1949년)

## 사후
대한민국 정부에서는 고인의 공훈을 기리고자 1977년 8월 15일을 기하여 대한민국 대통령 표창장을, 1990년 8월 15일을 기하여 대한민국 건국훈장 애족장을 각각 추서하였다.